# Trew Era Cafe
«Trew Era Cafe» — кафе, основанное в 2015 году в Лондоне комиком Расселом Брэндом на доходы, полученные от публикации его книги «Революция».

## История
Во время работы над своей книгой «Революция» британский комик и гражданский активист Рассел Брэнд сообщил, что направит полученный доход на открытие социального предприятия, которое будет нанимать на работу людей, поборовших наркотическую зависимость. 
Работы по созданию кафе начались в феврале 2015 года в районе Хокстон лондонского Ист-Энда. Заведение, получившее название «Trew Era Cafe» (от названия района New Era и интернет-шоу Брэнда «The Trews»), было открыто 26 марта, на церемонии присутствовало около 200 человек. О событии написали все ведущие британские газеты, включая The Guardian, The Daily Telegraph и London Evening Standard. Выступая на открытии Брэнд выступил с критикой политических партий и заявил, что проекты, подобные «Trew Era Cafe», помогут изменить мир к лучшему, и что он планирует открыть сеть подобных заведений. Бизнес-модель, используемая кафе, ставит целью самоокупаемость предприятия, а не получение прибыли.